# Marius Casadesus

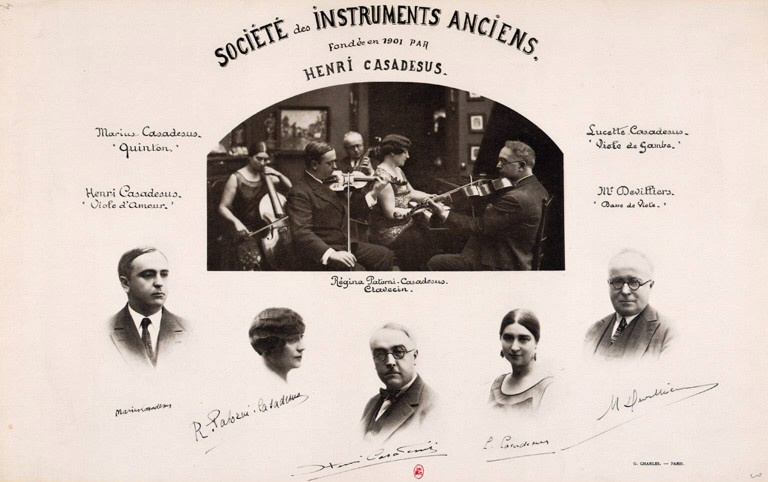
Société des Instruments Anciens fondée en 1901 par Henri Casadesus. Cartolina mostrante Henri, Marius, Lucette, & Régine Casadesus, e M. Devilliers. Bibliothèque nationale de France.

Marius Casadesus (Parigi, 24 ottobre 1892 – Suresnes, 13 ottobre 1981) è stato un violinista e compositore francese, fratello di Henri Casadesus, zio del pianista Robert Casadesus e prozio di Jean Casadesus.

## Biografia
Marius Casadesus acquisì grande fama (o notorietà) a seguito dell'associazione al suo nome del cosiddetto  "Adélaïde Concerto" attribuito a Mozart. Questo concerto venne pubblicato nel 1933 in una trascrizione per pianoforte, sotto il nome di Mozart, ed edito da Henri Casadesus. Molti musicologi si dissero certi che era un'opera di Mozart e Yehudi Menuhin eseguì una incisione del concerto. Esso trovò posto nel catalogo ufficiale delle opere di Mozart (Köchel-Verzeichnis), con il numero di opus "K. Anh. 294a." ("Anh." significa "Anhang" or "appendice" al catalogo). Tuttavia Alfred Einstein, revisore del catalogo Köchel, dubitò dell'autenticità dell'opera, dubbio che fu confermato nel 1977, quando nel corso di una causa Casadesus ammise di essere il vero autore.
Anche il fratello di Casadesus, Henri fu un noto autore di falsi, come il concerto per viola di Georg Friedrich Händel ed il concerto per viola di J.C. Bach.
Casadesus è noto anche per aver eseguito la prima mondiale di "Tzigane" di Ravel, alla presenza del compositore, a Barcellona.